# Història d'Aràbia
Aquest és un compendi de la història d'Aràbia considerant tota la península en perspectiva general.

## Història antiga
Aràbia és el país dels àrabs. Els aribi són coneguts des del segon mil·lenni aC. A les inscripcions cuneïformes apareixen alguns noms que a vegades se situen a Aràbia: Dilmun, Melukhkha i Magan. A les cròniques egípcies apareix un País de Punt de situació incerta.
Quan al segon mil·lenni s'inventa a Fenícia un sistema d'escriptura alfabètic, els alfabets semítics posteriors (entre els quals l'àrab del sud i l'àrab del nord en van derivar). Se sap que durant el segon mil·lenni es van produir intensos moviments migratoris. Un element important fou la domesticació del camell.
Al segle X el Gènesi esmenta Joktan i Hazarmareth que corresponen a Qataban i Hadramaut. El rei Salomó va enviar vaixells a la mar Roja. El mont Ofir des del qual rebia l'or i altres productes no ha estat localitzat i no sembla que la muntanya d'aquest nom a Malàisia sigui molt probable. Les cròniques assíries esmenten als aribi i el regne d'Aribi. Mercès a les inscripcions sud-aràbigues s'ha pogut també reconstruir a grans trets la història de la part sud-oest de la península amb els quatre estats principals:
- Regne de Saba amb Marib
- Mineus (Main)
- Qataban
- Hadramaut

Al nord es va imposar la influència aramea, sobretot a l'oasi de Tayma que va arribar a ser capital de l'imperi Neobabilònic sota Nabònides (vers 556-539 aC). Dedan fou un centre de cultura amb un alfabet derivat del sud-aràbic. Els Thamud, esmentats com a tribu pels assiris, dominaven Egra (al-Hidjr o Madain Salih) al nord de Dedan. Les inscripcions thamudites estan fetes amb un alfabet derivat del sud-aràbic.
Els perses van ocupar Babilònia el 539 aC i van establir una satrapia anomenada Arabaya que no devia durar gaire temps. Scylax de Carianda va navegar des de l'Índia a la part nord de la mar Roja per compte rei persa Darios el Gran (va regnar vers 521 aC a 485 aC). La part oriental d'Aràbia fou més coneguda després de la navegació de Nearc, l'almirall d'Alexandre el Gran. El grec Teofrast va escriure sobre l'Aràbia del sud i els seus productes. Els Ptolemeus, successors d'Alexandre a Egipte, van explorar la mar Roja i van exercir un cert control del comerç a aquesta zona abans dominat per les caravanes àrabs. Els selèucides de Síria van controlar les rutes del nord entre Síria i l'Índia. El 205-204 aC el rei selèucida Antíoc III el Gran va fer una expedició a Gerrha a la costa aràbiga del golf Pèrsic.
En aquest temps apareixen els nabateus entre Síria i el Hijaz, que estableixen la seva capital a Petra d'Aràbia. Alguns prínceps àrabs comencen a dominar petits estats com la Caracene al Golf Pèrsic (Baix Iraq) sota la sobirania dels reis parts. Grups àrabs s'estableixen a Mesopotàmia. Eudoxi de Cízic va navegar al final del segle II entre Egipte i l'Índia. Els àrabs de l'oest disputen el control comercial als estats d'Aràbia del sud, i al regne de Saba els àrabs hamdan agafen el poder; Qataban i Main desapareixen vers el segle I aC i la capital del primer, Timna, a la regió de Bayhan, fou destruïda. Roma ja havia establert relacions de vassallatge amb els nabateus al segle I aC i ara aspirava a controlar Aràbia sud-occidental i el 24-25 dC fou enviada una expedició dirigida per Eli Gal que va alterar completament el mapa polític, tot i que no va aconseguir els seus objectius; una terra inhòspita i uns aliats traïdors van obligar a Gal a retornar després d'arribar a Saba. Al seu lloc apareixeran els himiarites.
En una data incerta (segle I o II) un anònim va escriure el Periple de la Mar Eritrea que descriu tota la costa occidental i meridional d'Aràbia i és una guia per a navegants. En aquest temps el rei d'Hadramaut, que tenia capital a Shabwa, controlava el país entre Bayhan a l'oest i Zufar a l'est, mentre el rei himiarita de Dhu Raydan i Saba tenia seu a Zafar a les muntanyes del Iemen i dominava del Bayhan a l'oest.
Vers el 105 o 106 Trajà va crear la província romana d'Aràbia Pètria formada per l'antic regne dels nabateus. La capital inicial fou Petra, que li donava nom, però després es va traslladar a Bostra. Mercès al port d'Ayla (Eilat) els comerciants podien portar els seus productes per la costa i cap a Orient, i portar els d'aquestos territoris. Per evitar els atacs beduïns es va construir un limes, una sèrie de posicions fortificades que vigilaven els moviments dels nòmades. Claudi Ptolemeu al segle II va posar els coneixements romans d'Aràbia a la seva Geografia.
Al segle iii apareixen a Pèrsia els sassànides i el rei Artaxerxes I hauria fundat una ciutat a la part oriental de la península i establerts a la tribu Azd a Oman. Els romans i després els romans d'Orient exerciren una mena de protectorat sobre els àrabs del nord-oest d'Aràbia i els perses sobre els del nord-est. Els àrabs del desert sirià, amb centre a Palmira, van aprofitar la debilitat de l'Imperi Romà per erigir un domini propi àrab romanitzat, però la reina Zenòbia fou finalment derrotada per Luci Domici Aurelià el 272. Al segle iii l'Hadramaut va estar enfrontat a Sabà i els himyarites i hauria deixat d'existir com estat independent vers el final del segle iii o començament del IV quan el rei de Saba i Dhu Raydan, Shamir o Shammar Yuharish, van incloure l'Hadramaut entre els seus dominis. Però després va seguir un període de feblesa i Najran, a la seva frontera nord, fou assetjada pel làkhmida Imru-l-Qays que la inscripció de la seva tomba anomena com "rei de tots els àrabs". Posteriors reis de Saba portaren el títol addicional de "rei dels àrabs de les muntanyes i les planes".
El segle IV i el V són moments de poca informació quan s'enfonsa l'Imperi Romà i la civilització urbana desapareix o almenys entra en decadència. Llavors progressa el cristianisme i els nestorianisme (des de Mesopotàmia) i el monofisisme (des d'Egipte i Abissínia) s'introdueixen fàcilment entre els àrabs. Ezana, primer rei cristià d'Axum, va ocupar per un temps el Iemen al segle IV al mateix temps que el sassànida Sapor II (310-379) que els àrabs anomenaren Dhu l-Aktaf, ocupava Aràbia oriental. Tots dos poders exteriors es van retirar després per retornar al segle vi. Durant el segle v el judaisme va fer el seu camí: la conversió del rei de Saba Akarib Asab (tradicionalment Tubba Asad Kamil) i la seva implantació a Yàthrib foren les seves fites més destacades. El cristianisme tenia el seu centre a Najran. En aquest segle els làkhmides esdevenen clients dels romans d'Orient i els gassànides dels sassànides. Aquestes dues confederacions tribals lluitaran també l'una contra l'altra. Al final del segle v els kindes d'Aràbia del sud sota Hudjr Akil al-Murar van establir un regne o confederació tribal que va abraçar l'Aràbia central i fins a la Baixa Mesopotàmia però va ser efímer i abans de mig segle després els làkhmides el van suplantar.
Al segle vi els atacs als cristians de Najran per part dels rei jueu himiarita Dhu-Nuwàs va comportar la intervenció d'Axum a petició de l'Imperi Romà d'Orient vers el 520. El governador Abraha va arribar al Nadjd en una campanya contra els àrabs de Maadd, vassalls dels làkhmides i es diu que va una expedició a la Meca vers el 570. Després es van imposar els perses.

## Període islàmic i edat mitjana
No cal aquí estendre's en els fets que van portar al naixement de l'islam amb Mahoma. Ja en vida del Profeta tota la Península estava sota el seu domini o influència però a la seva mort hi va haver un revolta general, la Ridda o Apostasia, que va afectar diverses tribus i molt especialment a l'Aràbia oriental i el Iemen i Hadramaut. Abu-Bakr as-Siddiq va sufocar tots els aixecaments i va establir una autoritat efectiva a tota la península. Sota el mateix califa es va preparar l'expansió dels àrabs cap a l'Iraq (sassànida) que fou poblat per àrabs de tribus del sud i del nord. Al mateix temps eren conquerides Palestina i Síria i finalment Egipte. Úmar ibn al-Khattab hauria ordenat als jueus i cristians abandonar la península però si així fou no es va complir del tot perquè aquestes religions van subsistir un temps.
A la mort assassinat d'Uthman ibn Affan, Alí ibn Abi-Tàlib ja no fou universalment reconegut: Àïxa bint Abi-Bakr, vídua de Mahoma, i az-Zubayr i Talha (companys del profeta) es van revoltar. Alí els va derrotar en la batalla del Camell (656). Però després es va haver d'enfrontar al governador de Síria, Muàwiya. Llavors Alí es va establir a Kufa i va abandonar Medina, i la península Aràbiga va perdre la seva posició de centre de l'Imperi.
Els partidaris més extremistes d'Ali es van revoltar i van formar els kharigites que foren derrotats a la batalla de Nahrawan el 659 però van subsistir com a grup organitzat. El 661 Alí fou assassinat per un kharigita i el va succeir el seu fill al-Hàssan ibn Alí que va haver de renunciar davant Muàwiya I. L'establiment de la successió hereditària per aquest va provocar l'aixecament alida sota el seu fill i successor Yazid I, però el seu cap, al-Hussayn ibn Alí ibn Abi-Tàlib va morir a Karbala en lluita. Va sorgir llavors a Aràbia un candidat més fort, Abd-Al·lah ibn az-Zubayr. Yazid va derrotar els rebels medinencs a la batalla d'Harrat Wakim i va assetjar la Meca, cremant la Kaaba; Yazid va morir llavors i Abd Allah fou reconegut de manera bastant general, però va dubtar en sotmetre Síria i allí els omeies es van reorganitzar; els kharigites, inicialment partidaris d'Abd Allah, s'hi van girar en contra i encara que la revolta a l'Iraq (685-687) dirigida per al-Mukhtar ibn Abi-Ubayd ath-Thaqafí, va acabar fracassant, Nadjda ibn Amir dels Banu Hanifa es va apoderar de tota l'Aràbia central o oriental (després fou enderrocat pel seu general Abu Fudayk) i mentre el califa omeia Abd-al-Màlik ibn Marwan va conquerir La Meca el 692 després d'un setge i Ibn az-Zubayr va morir en els combats. Un segon exèrcit omeia va liquidar la revolta d'Abu Fudayk.
Els omeies van controlar Aràbia, nomenant governadors a Hijaz (Medina i la Meca), Bahrain, Aràbia Central, Oman, Hadramaut i el Iemen. El governador de Bàssora al-Hajjaj ibn Yúsuf va exercir una mena de control sobre aquestes províncies. La Meca i Medina van rebre les atencions dels califes. A la zona, com arreu, es va desenvolupar la lluita política i a vegades armada entre els àrabs del nord i els del sud (kalbites o iemenites). Cap al final del govern omeia es va formar una aliança dels kharigites sota Abd Allah ibn Yahya Talib al-Hakk de Kinda, i Abu Hamza dels azd; el segon va ocupar La Meca va vèncer a Kudayd el 747 entrant a Medina i el primer li donava suport des de la seva base al Hadramaut i el Iemen. Marwan II va poder reunir prou forces per derrotar-los, quan ja era massa tard. La Meca i Medina van caure en mans dels abbàssides abans de dominar el 750 l'Iraq
Sota els abbàssides el control a l'Hijaz i el Iemen va subsistir però el de Bahrain, Oman, Hdramaut i Aràbia central fou més irregular. La secta kharigita dels ibadites va establir un imamat a Oman sota Djulanda ibn Masud dels azdites, i encara que el general Khazim ibn Khuzayma va poder recuperar el control el 752, l'imamat no va tardar a ser restablert. Al Hijaz les ciutats santes foren tradicionalment aliades dels alides que periòdicament es van revoltar contra els abbàssides; el primer an-Nafs az-Zakiyya, derrotat el 762; a la mort de Jàfar as-Sàdiq, el sisè imam, el 765, els alides es van dividir en xiïtes duodecimans i xiïtes septimans. Un altre pretendent alida, al-Husayn ibn Alí, va morir en combat a Fakhkh prop de la Meca, el 786. La causa alida va progressar al Iemen al segle viii. Al Hijaz va seguir el husaynita al-Hussayn al-Àftas; el hasanita Muhàmmad ibn Sulayman es va establir a Medina. Cap dels pretendents a les ciutats santes va aguantar als abbàssides, però al Iemen van tenir més sort; Ibrahim al-Djazzar (net de Djafar al-Sadik) va aconseguir notables avanços i el califa abbàssida al-Mamun va optar per respondre al sentiment alida nomenant hereu a Alí ar-Ridà, vuitè imam duodecimà adoptant la bandera verda alida en lloc de la negra abbàssida. La mort d'Alí van posar fi al projecte el 818.
Un Muhàmmad que era suposat descendent de Ziyad ibn Abihi, fou nomenat governador al Iemen per parar la revolta alida. Va fundar Zabid i va acabar fundant la dinastia ziyàdida, que reconeixia al califat però de fet fou la primera d'una sèrie de nombroses dinasties que van governar Iemen o parts del país en els segles següents.
El beduïns Sulaym feien poc segura la regió de les viles santes i el califa al-Wàthiq hi va enviar un contingent manat pel general turc Bugha el Vell (845). Va acabar la campanya el 847 derrotant a Numayr a Batn al-Sirr, a l'interior. Això va permetre nomenar un governador (un natiu d'Udakh al Najd) a la Yamama, Bahrain i la ruta de pelegrinatge. Progressivament la situació es va deteriorar. Vers el 860 els yafúrides, una nova dinastia suposats descendents dels reis himiarites, dominava a Sanà i l'interior del Iemen. Hadramaut es va fer independent i alguns senyor locals s'establien a la part oriental, on destacà Alí ibn Muhàmmad que alguns fan un husaynita i altres un membre dels Abd al-Kays. Una nova revolta hasanita dirigida per Ismail ibn Yusuf al-Ukhaydir i després pel seu germà Muhàmmad, va establir un estat a la Yamama i Bahrain, la dinastia ukhaydírida que va subsistir fins a l'establiment dels càrmates vers el 900. A la segona meitat del segle ix l'agitador Ali ibn Muhàmmad es va traslladar a l'Iraq del sud on va aconseguir revoltar als zandj (esclaus negres) en una revolució que va durar del 868 al 883, i que es va estendre cap a les viles santes.
Rn aquest temps l'ismaïlisme alida es va propagar de manera considerable a través de dais (missioners). L'ismaïlisme fou introduït al Iemen per Ibn Hawshab (Mansur al-Yaman) i Ali al-Fadl vers 879/880. Ali va poder ocupar Sanà i Zabid en alguns moments, combatent a ziyàdides i yafúrides; el 893 es va revelar el primer imam zaidita al-Hadi Yahya, net del hasanita al-Kasim al-Rassi (mort el 860) que va fundar l'imamat i la primera dinastia zaydita (branca ràssida); el zaidisme estava més proper del sunnisme que l'ismaïlisme (que estava més proper del xiïsme extremista). Com que els dos caps ismaïlites es van enfrontar i van morir vers 915, les seves doctrines van perdre força encara que no van desaparèixer. Una altra branca ismaïlita va actuar a Bahrain i sota la direcció d'Abu Said al-Hasan al-Djannabi va constituir vers 899/900 un estat ismaïlita a aquesta regió al que va donar també impuls el seu fill Abu Tahir Sulayman. Se'ls va anomenar càrmates, d'origen discutit, però que en tot cas és la que va quedar. Els abbàssides no tenien cap possibilitat d'intervenció al Iemen però tampoc van poder conservar Bahrain, on primer foren derrotats i després els càrmates van començar a saquejar l'Iraq i el 930 van saquejar la Meca i es van emportar la Pedra Negra cap a la seva capital. Després van dominar Oman i de fet dominaven quasi tota Aràbia menys el Iemen i Hadramaut (on hi havia un imamat ibadita). El husaynita Ahmad ibn Isa va emigrar de Bàssora i es va dirigir a l'Hadramaut. El càrmates es van estendre cap a Síria. Els buwàyhides a mitjan segle van poder dominar l'Iraq però mai van aconseguir imposar-se a Aràbia excepte en algun moment a Oman. Els ikhxídides d'Egipte van haver de combatre ja incursions dels càrmates a Síria i Palestina. Abu Tahir va morir el 944 i sota orde del califa fatimita establert a Ifríqiya el 909 els càrmates van retornar la Pedra Negra a la Meca el 950/951. Després Hasan al-Asam, nebot d'Abu Tahir va començar la pressió sobre Síria i Palestina però des del 869 en què els fatimites es van apoderar d'Egipte els càrmates es van oposar al que havia de ser el seu califa i es van aliar als buwàyhides. Hasan al-Asam va ocupar Damasc el 971 però va fracassar en dos intents de conquerir Egipte; després de la seva mort el govern dels càrmates de Bahrain va quedar en mans d'un consell de sis sayyids (descendents del Profeta). Els fatimites van aconseguir alguna victòria però només els van convèncer d'abandonar les incursions mitjançant el pagament d'un fort tribut. El 985/986 els càrmates van perdre Oman i foren derrotats pels Buwàyhides a l'Iraq, i finalment derrotats al seu propi territori per la tribu Banu l-Muntafik que van saquejar la capital Katif, quedant reduïts a un poder local.
En aquest temps es va establir a la Meca el xerifat, que havia de durar mil anys i que va governar la costa occidental d'Aràbia de la Meca cap al nord. Els primers xerifs van pertànyer a una família hasanita anomenada els musàwides dels que el més conegut fou Abu l-Futuh al-Hasan que el 1011/1012 va intentar proclamar-se califa però finalment els fatimites ho van impedir. Al mateix temps van començar a governar a Medina els husaynites descendents d'Al-Husayn al-Asghar, germà del cinquè imam xiïta en una línia que va durar fins al segle xv coneguda com els Muhanna.
Al segle xi la dinastia Banu Maan o Mànides van arribar al poder al sud del Iemen i Hadramaut mentre els ziyàdides deixaven pas als nadjàhides (antigament els seus propis esclaus). Els ismaïlisme va tenir una reactivació sota els sulàyhides sorgits entre la tribu Banu Yam que van conquerir Sanà com a vassalls nominals dels fatimites. Els zaydites van establir la seva base a Sa'dah. En aquest segle encara governava a Bahrain (al-Ahsa) el consell càrmata que va caure el 1077/1078 en favor d'una dinastia de la regió, els Uyúnides de la tribu Abd al-Kays; les idees càrmates no van deixar rastre. El 1055 els seljúcides van ocupar Bagdad i van donar suport als sunnites en contra els buwàyhides xiïtes i els egipcis fatimites. La branca seljúcida del Kirman va dominar temporalment Oman on tornava a haver-hi un imamat ibadita. En aquesta època Siraf va deixar el seu lloc com a principal centre comercial del golf Pèrsic a l'illa de Kays els senyors de la qual van dominar Oman. Els imams dels segles que segueixen són dubtosos i de fet només hi ha dades sobre un d'ells.
Els sulàyhides del Iemen van ocupar Aden als mànides i es van estendre també cap al nord on el 1063 el sulàyhida Ali ibn Muhàmmad va instal·lar al poder a la Meca a una branca de xerifs, els haiximites si bé com abans van estar generalment sota influència d'Egipte. En aquest temps els califes es van ocupar personalment del pelegrinatge. Aden fou cedida a la princesa Sayyida bint Ahmad que es va casar amb al-Mukarram Ahmad ibn Ali al-Sulayhi i aviat el govern va ser transferit als seus vassalls zuràyides, també originalment ismaïlites, que amb el temps van adquirir una gran independència. A la mort de Sayyida el 1137/1138 la dinastia sulàyhida es pot donar per acabada, ja que els sobirans posteriors no van tenir cap paper.
Els fatimites es van dividir el 1094 en nizarites (destacant els anomenats assassins d'Alamut) i els ismaïlites khoja que encara existeixen (dirigits per l'Agha Khan) que tingué el suport dels sulàyhides. L'imam Ahmad ibn Sulayman (1137-1171) va portar als zaidites del Iemen al cim, dominant Sa'dah, Najran, al-Djawf, Sanà i Zabid i va estendre la seva influència cap al nord fins a Khaybar i Yanbo. Els nadjàhides també van ser governats per una reina, Alam, que va morir el 1150/1151 i llavors es va imposar la dinastia màhdida, efímera, que es consideraven himiarites i eren acusats de ser kharigites. El 1171 el aiubita Saladí s'apoderava d'Egipte i posava final al califat fatimita, el que significava el triomf final del sunnisme; encara que els fatimites van intentar recuperar el poder el 1174, van fracassar, i el centre de la seva religió es va traslladar al Iemen on va restar fins al segle xvi, passant després a l'Índia (una escissió va separar el grup iemenita del grup indi) però reviscularan amb la dinastia makràmida instal·lada a Najran el segle xviii.
Saladí fou reconegut com a sobirà a la Meca i Medina. Contra els màhdides del Iemen va enviar al seu germà Turanshah (1173) que va conquerir el Iemen establint de fet un emirat aiubita separat. Els aiubites van dominar Hadramaut però sense annexionar-lo. El croat Reinald de Chatillon, que dominava el Crac de Moab, va fer una incursió fins a Tayma, va baixar per la mar Roja i va pensar fins i tot a atacar la Meca. El 1202 el hasanita Katada ibn Idris es va traslladar de Yanbu a la Meca i va establir la dinastia xerifiana que va subsistir fins al segle XX (i que continua a Jordània). Va morir el 1220/1221 i poc després La Meca era ocupada pel darrer aiubita, al-Massud Yússuf, nomenant governador al fundador de la dinastia Rassúlida (1228-1446), un suposat descendents dels gassànides.
A l'altre costat d'Aràbia el atabeg salghúrida de Fars, Abu Bakr ibn Sad, va annexionar les illes del golf Pèrsic i va incorporar Katif i al-Ahsa. La dinastia dels Uyúnides es va enfonsar deixant pas a una altra dinastia local, els Usfúrides. Al Iemen els Rassúlides sota Nur-ad-Din Úmar ibn Alí (1229-1250) van estar al cim del seu poder governant de la Meca a l'Hadramaut. El seu fill, Yusuf, es va proclamar califa després de l'assassinat pels mongols del califa abbàssida de Bagdad el 1258, si bé això no va tenir cap efecte pràctic.
Els mamelucs a partir de Bàybars I van dominar nominalment Hijaz però van deixar el control efectiu del territori al xerif Abu Nunayr I Muhàmmad (1254-1301) i els seus successors. A l'inici del segle xiv el port d'Ormuz a la costa persa fou traslladat a una illa propera i va sobrepassar en activitat al seu rival el port de l'illa de Kays. Ormuz exercirà una hegemonia comercial a tot el golf Pèrsic i la costa d'Oman durant quasi dos segles. El 1351 els mamelucs van intervenir a Aràbia, durant el regnat del xerif Adjlan ibn Rumaytha (1345-1375) i van derrotar i fer presoner el sultà rassulida del Iemen a una batalla a Arafa (1351). Els rassúlides van recuperar terreny sota Sala-ad-Din Àhmad ibn Ismaïl (1400-1424) que es va apoderar de la costa de la mar Roja fins a Haly, però a la seva mort l'estat es va descompondre.
A l'inici del segle xv tornen a aparèixer imams ibadites a Oman. Al mateix temps la dinastia Kathiri dirigida per Alí ibn Úmar es va establir al Hadramaut i Zufar; els missioners hadramis estenien l'islam cap a Somàlia. També fou al segle xv (vers la meitat) que Mani ibn Rabia al-Muraydi, ancestre dels Al Saüd, va emigrar des de Katif cap al Najd i es va establir al uadi Hanifa. A la costa oriental (Bahrain o al-Ahsa) amb capital a Katif governava la branca djàbrida dels usfúrides, destacada per la seva generositat. A la Meca el xerif Muhàmmad ibn Barakat servia al sulta Qàït-bay que hi va construir diversos edificis; als Tahírides del Iemen o Tahírides dominaven Zabid i Aden al lloc dels rassúlides.

## Penetració europea
Al final del segle xv van arribar els portuguesos. Vasco de Gama el 1498 va arribar a l'Índia guiat segurament per Àhmad ibn Màjid del Najd; també vaixells portuguesos van entrar a la mar Roja i sota Alfonso de Albuquerque van ocupar alguns ports àrans de la costa d'Oman, incloent-hi Ormuz. Pedro de Albuquerque, el seu nebot, va recórrer el golf Pèrsic el 1514 però va morir el 1515 abans de poder conquerir Aden i la Meca com havia planejat.
A l'inici del segle xvi es va iniciar una nova sèrie d'imams zaidites amb Xàraf-ad-Din Yahya, que quan podien tenien la capital a Sanà. En aquest temps el cafè, portat d'Etiòpia, ja s'havia difós, i el port de Mokha va arribar a donar el seu nom al que s'exportava cap a Europa. El poble havia començat a utilitzar el kat i el tabac. Al Hadramaut governava (1516-1568) entre l'Awlaqi i Seiyun l'emir Badr Abu Tuwayrik dels Al Kathir (kathiris) el qual es va fer vassall del sultà otomà. Això li va fer perdre els seus territoris abans de morir presoner dels seus rivals hadramis.
Els otomans havien conquerit Egipte el 1517 i amb aquest territori van adquirir també el Hijaz. Els portuguesos, protectors del regne d'Ormuz, van atacar la regió d'al-Ahsa on Mukrin, oncle i successor del jàbrida Ajwad va morir defensant l'illa principal del grup avui anomenat Bahrain. Els otomans veien un perill pels seu comerç amb l'Índia i Orient en el control portuguès del golf Pèrsic i la mar Roja i van passar a l'ofensiva. El 1534 el sultà Solimà el Magnífic va rebre la submissió dels senyors de Katif o al-Ahsa (pels turcs al-Hasa) i de Bahrain. Per l'altre costat les tropes otomanes van baixar cap al Iemen ocupant Aden i Masqat (per un temps) i un governador fou instal·lat a al-Hasa. A Oman els nabhàdides dominaven les muntanyes i no consta en aquesta època l'existència d'imams ibadites.
Però el tràfic comercial es va desviar de les rutes per terra a través de la mar Roja i el golf Pèrsic, cap a la ruta que donava el tomb a Àfrica passant pel cap de Bona Esperança i permetia anar de l'Índia a Europa sense haver de baixar mercaderies a terra per ser transportades. Les guerres dels otomans amb els perses, sobretots sota Abbas I el Gran va anar contra els otomans. Abbas va ocupar Bahrain el 1602. Al Iemen els imam zaidites comabtien als turcs constantment i el 1635 en foren finalment expulsats per al-Muàyyad bi-L·lah Muhàmmad.
El 1600 es va fundar la Companyia Oriental de les Índies (Companyia Anglesa de les Índies Orientals) que va iniciar l'activitat comercial anglesa a la mar Roja i el golf Pèrsic; aliats als perses no van tardar a expulsar al portuguesos d'Ormuz el 1622. Després els lusitans foren també expulsats d'altres posicions. Els angleses van trobar llavors com competidors als holandesos que a la segona meitat del segle van exercir l'hegemonia comercial. El 1624 fou elegit imam ibadita a Oman el azdita Nasir ibn Murshid del clan dels iarúbides o iarubites. Van expulsar els portuguesos de Masqat i els seus altres establiments i va estendre la seva autoritat a la costa africana (Mombasa, Pemba i Quilwa). El governador otomà de Bàssora, Husayn ibn Ali, de la dinastia afrasiyab, era virtualment independent i va incitar a la tribu dels Banu Khalid, clan al Humayd, a expulsar al governador otomà d'al-Hasa, cosa que van fer el 1663/1664. Es va fundar la dinastia Banu Khalid, que van conservar el poder fins al final del segle xviii. Al Iemen els zaydites s'havien consolidat i s'estenien cap a l'Hadramaut: el 1660 Ahmad ibn al-Hasan, nebot de l'imam zaidita, va establir a la vall del uadi Hadramaut una force terrorista coneguda com a "onada nocturna" (sayl al-layl) que va fer perdre part del seu domini als kathiri, però els zaidites no van aconseguir imposar-se de manera permanent.

## Època moderna
Al segle xviii va aparèixer el moviment wahhabita inspirat per Muhàmmad ibn Abd-al-Wahhab que va començar a predicar el 1741. Va fer aliança amb Muhàmmad ibn Saüd senyor de l'oasi d'al-Diriyya (aleshores insignificant). A la mort de Muhàmmad ibn Saüd el 1765 el va succeir el seu fill Abd-al-Aziz ibn Muhàmmad sota el qual vers el 1788 tot el Najd havia acceptat les doctrines wahhabites. Els seus rivals eren els makràmides de Najran que van fer tres expedicions al Najd sense aconseguir eliminar els wahhabites.
El 1745 els iarúbides es van imposar a Oman quan els perses també s'hi volien establir. Àhmad ibn Saïd del Al Bu Said va expulsar els perses de la costa d'al-Batina i fou elegit imam. A la seva mort fou elegit el seu fill del que no se sap del cert ni la data de la mort. Els posteriors dirigents de la nissaga van establir la capital a Masqat i van abandonar el títol d'immam adoptant inicialment el de sàyyids (tot i que no reclamaven ser descendents del Profeta) i aviat sultans. Els perses van restar amos de les illes Bahrain fins que foren ocupades pel clan al Khalifa el 1783.
L'estat wahhabita va entrar en conflicte aviat amb els xerifs de la Meca i es va lliurar una guerra de 15 anys (1791-1806). Ibn Abd al-Wahhab va morir el 1792. Els saudites van estendre la seva autoritat cap a l'Aràbia oriental (al-Ahsa) i cap a Oman, Hadramaut i el Iemen mentre pel nord amenaçaven Iraq i Síria. Els saudites van ocupar la Meca per primer cop el 1803. El govern otomà, que no podia fer front a l'amenaça, va cridar en ajut al seu virrei a Egipte, Muhàmmad Alí Paixà. les forces egípcies manades pels seus fills van destruir l'estat wahhabita i van ocupar Diriyya el 1818. En aquest temps els anglesos es queixaven de les pirateries al golf i el 1820 van imposar un tractat de treva que deixava sota la seva influència els xeicats de la zona que de la treva (Truce en angles) fou coneguda com a Trucial Oman (de fet s'hauria de dir Oman de la Treva). El 1839 van ocupar Aden i després van establir el protectorat sobre diversos xeics (o portant altres títols) de l'interior.
Saïd ibn Sultan, el principal sobirà dels Al Bu Said d'Oman, va regnar de vers el 1811 al 1856 va perdre l'Oman interior a mans dels wahhabites als que va haver de pagar tribut en alguns moments (abans de 1818), però va dedicar la seva atenció a les seves possessions de la costa africana. A la seva mort el país es va dividir en Oman propi i el sultanat de Zanzíbar amb tota la costa africana oriental, resultat d'un arbitratge britànic el 1861. Un imam, Azzan ibn Kays, es va fer elegir a l'interior, però fou derrotat el 1871. Però l'hostilitat de les tribus ibadites de l'interior van deixar als sultans de Masqat en mans dels britànics. A l'Hadramaut les guerres civils van portar als mercenaris yafis a la lluita; els quaitis amb el seu suport es van apoderar el 1867 d'Al-Xihr i el 1881 d'al-Mukalla. Poc després l'estat kathiri de Seiyun, el quati de Xihr i Mukalla, i el dels Banu Afrar de Qishn i Socotra foren posats sota protectorat britànic.
L'estat wahhabita es va refer sota Turki ibn Abd-Al·lah que va fixar la capital a Ryadh, i després sota el seu fill Fàysal ibn Turki. A la mort de Faysal el 1865 va esclatar la guerra civil entre els seus fills. Això va permetre l'ascens de la dinastia Al Raixid de Xammar (capital Hail) que va controlar la major part del Najd, mentre els otomans restablien el seu domini a al-Hasa i al Iemen si bé els imams zayidites resistien a les muntanyes. L'obertura del canal de Suez el 1869 permetia als otomans una ràpida comunicació entre Istanbul i Jiddah i, per tant, exercir un control efectiu de l'Hijaz i del Iemen. El 1901 els britànics van establir el protectorat sobre el xeic de Kuwait.

## Segle XX
El 1902 Abd-al-Aziz ibn Saüd (net de Faysal) va conquerir Ryadh que estava en mans d'un governador dels Al Rashid. Abans de 20 anys havia sotmès els Al Rashid i el Shammar. El 1913 va expulsar els turcs d'al-Hasa, que ja no van recuperar a causa de la I Guerra Mundial, en la qual els saudites van donar suport als britànics. Els otomans van construir un ferrocarril a l'Hijaz (de Damasc a Medina) el 1908 però el xerif de la Meca es va revoltar el 1916 i els otomans van perdre Hijaz definitivament al final de la guerra (30 d'octubre de 1918). L'imam zaidita al-Mutawàkkil I, que dominava Iemen, va quedar completament independent, mentre també havia sorgit la dinastia idríssida de Sabya que governava a l'Emirat d'Asir.
A Oman el 1913 un imam fou elegit a l'interior; estava a punt de conquerir Masqat quan el sultà fou salvat per la intervenció britànica (1915). El tractat de Sib (1920) establia un imamat d'Oman i un sultanat de Masqat separats un de l'altra. Però el 1955 les forces del sulta i britàniques van ocupar l'imamat. El sultanat va agafar el nom d'Oman. Els saudites per mitjà dels al-Ikhwan van amenaçar Kuwait i Iraq i es van establir les zones neutrals; van ocupar Hijaz (1924) i Sabya i els van annexionar al Najd que va formar el sultanat de Hijaz i Nedjd, després regne de l'Aràbia Saudita (1932). El 1934 es va lliurar una curta guerra amb l'imam del Iemen quan aquest es va apoderar de l'estat de Najran i la zona fronterara que els dos estats reclamaven però els saudites, que tenien el suport dels notables locals, els van expulsar i Najran va passar a l'Aràbia Saudita. El 1953 el rei Abd al-Aziz va ser succeït pel seu fill Saüd ibn Abd-al-Aziz.
L'imam iemenita Yahya va morir durant un cop d'estat fracassat el 1948 i el va succeir el seu fill Ahmad. El 1962 l'imamat del Iemen fou enderrocat per un cop d'estat que va instaurar la república. Va seguir la guerra civil entre republicans i monàrquics que va durar fins al 1970 quan la república es va consolidar. El 1969 els britànics van perdre la colònia i el protectorat d'Aden que després va formar la República Popular del Iemen del Sud, comunista. La retirada britànica del golf es va concretar als anys setanta en què els xeicats de la zona van esdevenir independents (Kuwait s'havia anticipat uns anys).
El 1990 Iraq va ocupar Kuwait però el 1991 tropes americanes, amb el suport dels estats de la regió van restaurar l'emirat, en l'anomenada Guerra del Golf. El 1991 els dos estats del Iemen van formar una sola república del Iemen. La resta d'estats (Bahrain, Qatar, Emirats Àrabs Units i Oman) van experimentar un espectacular creixement econòmic mercès als beneficis del petroli que han portat a les seves capitals Abu Dhabi, Doha i Al-Manama a ser centres mundials d'activitat, i per sobre de totes la ciutat de Dubai, capital de l'emirat del mateix nom (en el qual hi ha poc petroli) i la segona ciutat dels Emirats Àrabs Units, convertida en un centre financer, de negocis i de concentració de riquesa per obra de l'impuls visionari del seu xeic.